# معركة تايجون
كانت معركة تايجون (14-21 يوليو 1950) معركة مبكرة في الحرب الكورية، بين الولايات المتحدة والقوات الكورية الشمالية. حاولت قوات جيش الولايات المتحدة الدفاع عن مقر فرقة المشاة الرابعة والعشرين. وقد كانت فرقة المشاة الرابعة والعشرين في مواجهة قوات الجيش الشعبي الكوري التي فاقتها عددًا في مدينة تايجون الكبرى. وكانت فرقة المشاة الرابعة والعشرين قد أنهكت بالفعل إثر التحركات المعطلة لإيقاف تقدم قوات الجيش الشعبي الكوري خلال الأسبوعين الماضيين.
تجمعت فرقة المشاة الرابعة والعشرين بأكملها لتحارب مرة أخيرة حول تايجون، وانتشروا على خط بطول نهر كوم شرق المدينة. وبسبب إعاقتها بافتقارها إلى الاتصالات والمعدات، وبنقص في الأسلحة الثقيلة اللازمة لمجاراة القوة النارية للجيش الشعبي الكوري، فقد طردت القوات الأمريكية قليلة العدد، سيئة التجهيز، وغير المدربة بعيدًا عن ضفاف النهر بعد بضعة أيام سبقت قتالًا عنيفًا في معركة حضرية للدفاع عن المدينة. وبعد نضال شرس لثلاثة أيام، انسحبت الولايات المتحدة.
رغم أنها لم تستطع الاحتفاظ بالمدينة، فقد حققت فرقة المشاة الرابعة والعشرين نصرًا استراتيجيًا بتأخيرهم الكوريين الشماليين، ما منح الفرق الأمريكية الأخرى وقتًا لإنشاء محيط دفاعي حول بوسان في الجنوب. ويرجح أن التأخير الذي فرض نفسه في تايوجان قد حال دون وقوع هزيمة للولايات المتحدة خلال المعركة اللاحقة في محيط بوسان. خلال المعركة، أسر الجيش الشعبي الكوري اللواء ويليام إف. دين، قائد فرقة المشاة الرابعة والعشرين، والسجين الأمريكي الأعلى رتبة خلال الحرب الكورية.

## خلفية

### اندلاع الحرب
عقب غزو جمهورية كوريا (كوريا الجنوبية) من قبل جارتها الشمالية، جمهورية كوريا الديمقراطية الشعبية (كوريا الشمالية)، تعهدت الأمم المتحدة بقوات للدفاع عن كوريا الجنوبية. أرسلت الولايات المتحدة بعد ذلك قوات برية إلى شبه الجزيرة الكورية لاحتواء الغزو الكوري الشمالي وحفظ كوريا الجنوبية من الانهيار. كانت القوات الأمريكية في أقصى الشرق تتناقص باستمرار منذ الحرب العالمية الثانية، وذلك قبل 5 أعوام.
حين جرى التعهد بالقوات في البداية، كانت فرقة المشاة الرابعة والعشرين من جيش الولايات المتحدة الثامن، المتمركزة في اليابان، الفرقة الأمريكية الأقرب. كانت الفرقة ضعيفة، وكانت معداتها تعود لعام 1945 وما قبله، بسبب التخفيضات الدفاعية التي جرى سنها في إدارة ترومان الأولى. ومع ذلك، فقد أُمرت الفرقة بالدخول إلى كوريا الجنوبية.
كانت الفرقة الرابعة والعشرين أول وحدة أمريكية ترسل إلى كوريا لاحتواء التقدم الأولي للكوريين الشماليين، ولتعطيل الوحدات الكورية الشمالية المتفوقة في العدد. نجحت فرقة المشاة الرابعة والعشرين في تعطيل التقدم الكوري الشمالي، ما مكن فرقة المشاة السابعة وفرقة المشاة الخامسة والعشرين وفرقة الفرسان الأولى، ووحدات داعمة أخرى من الجيش الثامن، من إنشاء خط دفاع حول بوسان.
وقبل معركة تايجون مباشرة، وقعت بعض مذابح بودو ليغ قرب تايجون، حيث أطلقت النيران على ما بين 3000 إلى 7000 سجين سياسي يساري كوري جنوبي، وألقي بهم في مقابر جماعية كبيرة بواسطة القوات الكورية الجنوبية، وهو ما سجله جزئيًا مصور من الجيش الأمريكي.

### تعطيل الهجوم
عانت وحدة سميث من فرقة المشاة الرابعة والعشرين من هزيمة كبيرة في معركة أوسان في الخامس من يوليو، خلال أول التقاء للقوات الأمريكية بالكورية الشمالية. انسحبت وحدة سميث من أوسان نحو بيونغتيك، حيث هزمت القوات الأمريكية مرة أخرى في معركة بيونغتيك. وقد أرغمت فرقة المشاة الرابعة والعشرين مرات متتابعة على الرجوع نحو الجنوب بسبب التفوق العددي لدى القوات الكورية في المعارك التي وقعت بتشوشيون وتشونان وهادونغ ويتشون. كان معظم الأمريكيين غير مدربين أو منضبطين، ولم يكونوا ذوي خبرة في المعارك.
وفي 12 يوليو، أمر قائد الفرقة، اللواء ويليام إف. دين، الأفواج الثلاثة للفرقة، وهم فوج المشاة التاسع عشر، وفوج المشاة الواحد والعشرين، وفوج المشاة الرابع والثلاثين، بأن يعبروا نهر الكوم، ويدمروا خلفهم كل الجسور، وبإنشاء مواقع دفاعية حول تايجون. كانت تايجون مدينة كورية جنوبية كبرى تقع على بعد 100 ميل (160 كيلومتر) جنوب سيول، وعلى بعد 130 ميل (210 كيلومتر) شمال غرب بوسان، وكانت مقر فرقة المشاة الرابعة والعشرين. شكل دين خطًا مواجهًا للشرق مع فرقة المشاة الرابعة والثلاثين والتاسعة عشرة، وأبقى على فرقة المشاة الواحدة والعشرين التي تعرضت لقصف عنيف لحين احتياجها في الجنوب الشرقي.
يلتف نهر الكوم شمالًا وغربًا حول المدينة، موفرًا خطًا دفاعيًا بطول ما بين 10 إلى 15 ميلًا من ضواحي تايجون، التي كانت تحاط من الجنوب بجبال سوبيك. وبوجود تقاطعات رئيسية في السكك الحديدية والعديد من الطرق الرئيسية المؤدية إلى الريف في جميع الاتجاهات، كانت تايجون مركزًا رئيسيًا للنقل بين سيول وتايغو، ما منحها قيمة إستراتيجية كبيرة لدى كل من القوات الأمريكية والكورية الشمالية. وكانت الفرقة تحاول صد الهجوم لمرة أخيرة في تايجون، التي تعتبر المكان الأخير الذي يمكنها فيه أن تقوم بأعمال تعطيلية قبل أن تتركز قوات كوريا الشمالية في محيط بوسان غير المكتمل.